# Casă din Sighetu Marmației (Piața Libertății 3)
Casă din Sighetu Marmației (Piața Libertății 3) este un monument istoric aflat în centrul municipiului Sighetu Marmației.